# BMW Brilliance
BMW Brilliance (oficialmente BMW Brilliance Automotive Ltd.) es una compañía de fabricación de automóviles establecida en Shenyang, China y una coventura entre BMW y Briliance Auto. Su actividad principal es la producción , distribución y venta de coches de pasajeros BMW en China continental.
El BMW Brilliance Zinoro  crossover todo-eléctrico, basado en el BMW X1 (E84), es el primer producto de BMW Brilliance y el primer vehículo de energía nueva (VEN) de un fabricante de premium chino. Desde principios de  2014 el Zinoro 1E está disponible para leasing sólo en Pekín y Shanghái.

## Vehículos ZINORO
ZINORO (之诺) es una marca de vehículo bajo BMW Brilliance, especializada en vehículos eléctricos.
- ZINORO 1E
- ZINORO 60H